# Sulci di Cerere
Segue una lista dei sulci presenti sulla superficie di Cerere. La nomenclatura di Cerere è regolata dall'Unione Astronomica Internazionale; la lista contiene solo formazioni esogeologiche ufficialmente riconosciute da tale istituzione.
I sulci di Cerere portano i nomi di festività associate all'agricoltura.
Sono tutte state identificate durante la missione della sonda Dawn, l'unica ad avere finora raggiunto Cerere.

## Prospetto
| Sulcus     | Eponimo                                                    | Latitudine | Longitudine | Diametro |
| ---------- | ---------------------------------------------------------- | ---------- | ----------- | -------- |
| Nar Sulcus | Nar - Festa della raccolta delle melagrane in Azerbaigian. | 41,86° S   | 280,11° E   | 63 km    |